# حارة برجوان (فلم)

## حارة برجوان

### قصة الفيلم
تعمل المطلقة زينات الذي طلقها زوجها بعدسرقة ذهبها وزواجه من أخرى، في مصبغة سيد وتتورط مع رئيس العمل مدحت (يوسف شعبان)الذي يتخلى عنها، ثم يعجب بها سيد وتستسلم له ويقوم باغتصابها ويرفض الزواج منها رغم أنها حامل منه.يستغل سيد حاجة الطالب حسن إلى المال فيتفق معه على الزواج منها على أن يطلقها بعد الولادة. تلد زينات ويؤجل حسن تنفيذ الاتفاق، يقرر سيد الزواج منها بعد أن تجنب الولد الذي يتشوق له فترفض. يتفق مع مدحت على خطف المولود حتى توافق. يعترف مدحت له عن علاقته بزينات ويتصارعان على نسب المولود. وقبل وفاة سيد إثر إصابته باصابة قاتلة، يدل زينات على مكان المولود. يستمر حسن مع زينات وابنها بعد تعلقه بهما

## طاقم العمل
- نبيلة عبيد بدور زينات
- يوسف شعبان مدحت وهو الريس في مصنع النسيج والصوف والصباغة
- حمدي غيث المعلم الكبير الذي يريد الزواج لاجل انجاب اولاد والذي تزوج الكثير من النساء وكل ذريته بنات
- أحمد عبد العزيز
- فؤاد خليل
- نهي العمروسي
- عزيزة راشد
- ناهد سمير
- عدوى غيث
- عمران بحر
- هانم محمد
- ناهد سمير

- قصة: إسماعيل ولى الدين
- سيناريو وحوار: مصطفي محرم
- إخراج: حسين كمال، وعرض الفيلم عام1989.

## روابط خارجية
- مقالات تستعمل روابط فنية بلا صلة مع ويكي بيانات